# Casanova Lonati
Casanova Lonati (lombardul: Casanöva) település Olaszországban, Lombardia régióban, Pavia megyében. Lakosainak száma 458 fő (2023. január 1.). Casanova Lonati Albaredo Arnaboldi, Barbianello, Mezzanino, Pinarolo Po és Verrua Po községekkel határos.

## Népesség
A település népességének változása:
| Lakosok száma | 461  | 455  | 458  |
|               | 2017 | 2018 | 2023 |